# Marguerite de Huntingdon (dame de Galloway)
Pour les articles homonymes, voir Marguerite d'Écosse.
Marguerite d'Huntingdon (né vers 1194 morte après 6 janvier 1233), princesse écossaise du XIIIe siècle à l'origine des prétentions au trône de son petit-fils Jean Baliol lors de la crise de succession écossaise en 1290.

## Famille et postérité
Marguerite d'Huntingdon est la fille aînée David de Huntingdon († 1219) et de son épouse, Matilde de Chester († 1233), fille de Hugues de Kevelioc, comte de Chester († 1181), et sœur et héritière de Ranulph de Blondeville († 1232),
Margaret est pour Richard Oram la seconde femme Alan de Galloway († 1234), qu'elle épouse en 1209. Le couple a un fils et deux filles : 
- Thomas le seul fils légitime d'Alan est attesté vers 1220, mais il meurt jeune peu après[5] ;
- Christiana, épouse de William de Forz, 4e comte d'Albemarle († 1260)[6] ;
- Dervorguilla († 1290), épouse de Jean de Bailleul, Lord de Barnard Castle († 1268)[7].

## Source de la traduction
- (en) Cet article est partiellement ou en totalité issu de l’article de Wikipédia en anglais intitulé « Margaret of Huntingdon, Lady of Galloway » (voir la liste des auteurs).